# 諾基亞6290
诺基亚6290是诺基亚生产的一款3G多媒體手机，运行S60操作系统，在2007年三月發表。诺基亚6290是运行S60 v3系统的手机中首先升级到FP1（Feature Pack 1）的一款。作为塞班系统手机，诺基亚6290是诺基亚少有的型号没有被冠以“E”或“N”的机型。

## 相近的手机产品
- 诺基亚产品列表